# Тантуні
Тантуні (тур. Tantuni) — гострий кебаб, який складається з нарізного жульєна з яловичиною або іноді баранини, обсмаженої на саку (різновид сковорідки) з додаванням бавовняної олії. На приготуванні цієї страви спеціалізується турецьке місто Мерсін.

## Приготування
М'ясо для тантуну спочатку подрібнюється та відварюється в підсоленій воді, потім обсмажується на бавовняній олії. Після цього м'ясо загортають у хліб-лаваш разом з нарізаною цибулею, подрібнених, бажано без шкірки скибочок помідорів, зеленим перцем і петрушкою. Отриману масу приправляють перцем, сіллю й, за бажанням, іншими спеціями, та подають загорнутим у хліб-лаваш.